# حزب استقلال آلاسکا
حزب استقلال آلاسکا (به انگلیسی: Alaskan Independence Party) تأسیس ۱۹۸۴، سومین حزب بزرگ ایالت آلاسکا است.
بگفته برخی منابع، این حزب در گذشته جهت پیشبرد مقاصد خود از جمهوری اسلامی ایران نیز درخواست کمک نموده‌است.
بدنبال انتشار اخبار احتمال داشتن روابط نزدیک بین سارا پیلین و این حزب در گذشته، جنجال رسانه‌های خبری را فرا گرفت.